# Cláudio Adão
Cláudio Adalberto Adão, genannt Cláudio Adão (* 22. Juli 1955 in Volta Redonda), ist ein ehemaliger brasilianischer Fußballnationalspieler und -trainer. Er gewann in seiner Karriere verschiedene nationale sowie internationale Meisterschaften.

## Karriere

### Verein
Er wurde im Nachwuchsbereich des FC Santos ausgebildet und dort von Pelé für den Profikader empfohlen. Ab 1972 trat er für den Klub an. In einem Auswärtsspiel beim América FC (SP) am 2. Mai 1976 mit Santos zog sich Adão einen offen Beinbruch zu. Er kehrte danach nicht in den Kader von Santos zurück. Nach seiner Heilung wechselte er 1977 zum CR Flamengo. Nach eigenen Angaben hat Adão in seiner Karriere 862 Tore erzielt. Nach seiner aktiven Laufbahn war Adão als Trainer aktiv. Seine letzte Station war der Mixto EC.

### Nationalmannschaft
Sein Debüt für die Nationalmannschaft gab Adão 1975. Zur Vorbereitung auf die Panamerikanische Spiele 1975 in Mexiko bestritt die Auswahl Brasiliens am 6. September 1975 ein Testspiel gegen den FC São Paulo. In dem Spiel stand er in der Anfangsformation. Das erste Mal trat er dann bei den Panamerikanischen Spielen in einem offiziellen Länderspiel an. Dieses bestritt Adão am 14. Oktober 1975 gegen die Auswahl von Costa Rica. Insgesamt stand er in dem Turnier in sechs Spielen auf dem Platz und erzielte zehn Tore, davon vier in einem Spiel gegen Bolivien. Darunter den entscheidenden Foulelfmeter zum 1:1-Unentschieden im Finale.
1976 bestritt Adão noch mit der Auswahl die Spiele für die Qualifikation zu den Olympischen Sommerspielen 1976. An dem Wettbewerb selbst konnte er wegen einer Verletzung nicht teilnehmen.

## Erfolge
Santos
- Staatsmeisterschaft von São Paulo: 1973

Flamengo
- Staatsmeisterschaft von Rio de Janeiro: 1978, 1979
- Taça Guanabara: 1978, 1979
- Taça Rio: 1978, 1983
- Trofeo Ramón de Carranza: 1979, 1980
- Brasilianischer Meister: 1980, 1983

Austria Wien
- ÖFB-Cup: 1980
- Österreichischer Meister: 1980

Fluminense
- Staatsmeisterschaft von Rio de Janeiro: 1980

Botafogo
- Staatsmeisterschaft von Rio de Janeiro: 1989
- Taça Rio: 1989

Vasco da Gama
- Staatsmeisterschaft von Rio de Janeiro: 1982, 1987
- Taça Guanabara: 1986, 1987

Benfica
- Portugiesischer Meister: 1983/84

Corinthians
- Brasilianischer Meister: 1990

Bahia
- Staatsmeisterschaft von Bahia: 1991

Ceará
- Staatsmeisterschaft von Ceará: 1993

Nationalmannschaft
- Goldmedaille Panamerikanische Spiele: 1975[5]
- Pelé-Cup: 1990, 1991

## Auszeichnungen
- Torschützenkönig Panamerikanische Spiele: 1975
- Peruanischer Torschützenkönig: 1980
- Bester Spieler: Pelé-Cup 1989